# یاگشتسل
یاگشتسل (به آلمانی: Jagstzell) یک شهر در آلمان است که در استالبکرایس واقع شده‌است. یاگشتسل ۲٬۴۳۷ نفر جمعیت دارد.